# Людвіг Еман
Людвіг Еман (нар. 9 жовтня 1991, Умео) — шведський футболіст, який грає в якості захисника в Грімсбі Таун в Другій футбольній лізі.

## Клубна кар'єра
Народившись в Умео, Швеція, Еман грав в Sandåkerns SK, перш ніж приєднатися до футбольного клубу Кальмар в 2007 році, з яким він підписав контракт  до 2011 року та розпочав свою професійну кар'єру. Еман дебютував в футбольному клубі Кальмар в останній грі сезону проти БК «Геккен». Протягом 2011 року він не грав, так як більшу частину сезону провів на запасний лавці через травми.  У кінці сезону він підписав дворічний контракт до 2013 року. 
У сезоні 2012 року Еман отримав можливість знову грати в Кальмарі після своєї першої появи проти ГІФ Сундсвалль в першій грі сезону. Протягом сезону 2012 року Еман більшу частину сезону перебував на запасний лаві також через травми. 
У сезоні 2013 року Еман зіграв перші чотири матчі, в тому числі дві гри проти «Сиріанска» ФК 31 березня 2013 року і проти ІФ «Ельфсборґ» 16 квітня 2013 року. В кінці сезону 2013 року Еман підписав контракт з Кальмаром до 2015 року. Це сталося в зв'язку з його переходом до Челсі в Прем'єр-лізі. 
2014 року Еман пропустив початок сезону через проблеми зі стегном. Після свого повернення він грав в резерві протягом декількох місяців. Пізніше того ж року Еман зіграв шість матчів і забив один гол у всіх змаганнях.

## Наґоя Грампус
10 грудня 2015 року Еман, як і співвітчизник Робін Сімович, підтвердив, що приєднається до Наґоя Грампус в сезоні Джей-ліги 2016 року. Після вступу в клуб, Еман отримав номер три.
Еман дебютував в Наґоя Грампус в першій грі сезону, здобувши перемогу над Джубіло Івата з рахунком 1: 0. В кінці сезону 2016 року було оголошено, що Еман покине Наґоя Грампус. 